# إبراهيم البرمكي
إبراهيم البرمكي أصلُهُ من قرية البرمكيّة.
وقيل: سكن آباؤُهُ محلّةً تُعرفُ بالبرمكيّة. ولد في سنة إحدى وستّين وثلاث مائة.

## روايته للحديث
- سمع: أبا بكر القطيعيّ، وأبا مُحمّد بن ماسي، وعبد الله بن إبراهيم الزّبيبي، والحافظ أبا الفتح الأزديّ الموصليّ، وابن بخيت الدّقّاق، وإسحاق بن سعد النّسويّ، وعدّة. وبرع في المذهب، وكان لهُ حلقةٌ للفتوى.
- حدّث عنهُ: أبُو غالب مُحمّدُ بنُ عبد الواحد الشّيبانيّ، وأبُو طالب اليُوسُفيّ، وابنُ عمّه عبدُ الرّحمن بنُ أحمد، وأبُو العزّ مُحمّدُ بنُ المُختار، وأبُو منصُور مُحمّدُ بنُ أحمد بن النّقُّور، وأبُو البركات مُحمّدُ بنُ مُحمّد الخرزي، ومُباركُ بنُ مُحمّد بن السّدنك، وهبةُ الله بنُ المُبارك الوقاياتي، وهبةُ الله بنُ المُبارك الدّواتي، وأبُو منصُور مُحمّدُ بنُ عليّ الفرّاء، وهبةُ الله بنُ أحمد بن الطّبر، وأبي عليّ بنُ المهديّ، والقاضي أبُو بكر الأنصاريّ، وآخرُون. قال الخطيبُ :كتبتُ عنهُ، وكان صدُوقاً ديّناً، فقيهاً على مذهب أحمد، ولهُ حلقةٌ للفتوى، قُلتُ: كان ذا زُهد وصلاح، ومعرفة تامّة بالفرائض. تفقّه على ابن بطّة، وابن حامد، ولهُ إجازةٌ من أبي بكر عبد العزيز غُلام الخلاّل.

## وفاته
مات يوم التّروية، من ذي الحجّة سنة خمس وأربعين وأربع مائة.
وتُوُفّي ابنُهُ أحمد بعدهُ بثلاث وعشرين سنةً.
روى عن ابن أبي الفوارس.
ومات فيها: أبُو طاهر مُحمّدُ بنُ أحمد بن مُحمّد بن عبد الرّحيم الكاتبُ، وأبُو الحُسين أحمدُ بنُ عُمر بن روح النّهروانيّ، وأبُو طالب مُحمّدُ بنُ أحمد بن عُثمان بن السّوادي، ومُقرئ مصر أبُو العبّاس بنُ هاشم، ومُحمّدُ بنُ إسحاق بن فدُّويه الكُوفيّ، وأبُو عبد الله مُحمّدُ بنُ عليّ بن الحُسين العلويّ.